# Barnum (Iowa)
Pour les articles homonymes, voir Barnum.
Barnum est une ville, du comté de Webster en Iowa, aux États-Unis. Elle est incorporée le 29 mai 1894.

## Source de la traduction
- (en) Cet article est partiellement ou en totalité issu de l’article de Wikipédia en anglais intitulé « Barnum, Iowa » (voir la liste des auteurs).